# Canthidium delgadoi
Canthidium delgadoi är en skalbaggsart som beskrevs av Kohlmann och M. Alma Solis 2006. Canthidium delgadoi ingår i släktet Canthidium och familjen bladhorningar. Inga underarter finns listade.